# Centralanatolske kurdere
Centralanatolske kurdere (kurdisk: Kurdên Anatolyayê/Anatolê, tyrkisk: Orta Anadolu Kürtleri eller İç Anadolu Kürtleri refererer til de kurdere, som i dag lever i det centrale Anatolien, grundet immigration eller fordrivelse under Osmannerriget siden 1500-tallet. De centralanatoliske kurdere findes i dag primært i provinserne Aksaray, Amasya, Ankara, Çankırı, Çorum, Kırıkkale, Kırşehir, Konya, Tokat og Yozgat.
Kerneområdet for de centralanatolske kurdere menes at bestå af Tuz Gölü Kürtleri (Kurderne af Tuz-søen), som er en betegnelse på de kurdiske enklaver i provinserne Ankara, Konya og Aksaray. Men der lever også større enklaver af kurdere uden for dette område. Mustafa Kemal (Atatürk) omtalte dem som "Konya çöllerindeki Kürtler" (Kurdere i Konya-ørkenen) i et interview med Ahmet Emin (Yalman) den 16/17. januar 1923.

## Historie
Den første kurdiske stamme, der ankom til Central Anatolien, er Modanlı-stammen. Den bosatte sig i Haymana i 1184 og spredte sig ikke blot til forskellige steder i det centrale anatolien, men også til Hasha-i Istanbul og Rumeli: Aksaray, Kütahya, Rumeli, Catala, Koçhisar, Haymana, Ipsala og Evreşe. Modanlı-stammen tilhørte Merdisi-stammen. Den første centrale anatolske kurdiske landsby ved navn Kürtler (Kurder) blev grundlagt i Yaban Âbâd (nutidens Kızılcahamam-Çamlıdere, Ankara) i 1463.
Ifølge Mark Sykes blev den første kurdiske eksil til Centralanatolien gennemført under Selim I's regeringstid (1512-1520).
Ifølge Hermann Wenzel var de oprindelige opdrættere af angora-geden disse kurdiske folk i det indre Anatolien.
Størstedelen af immigrationerne lader dog til at have fundet sted i 1700- og 1800-tallet på grund af de nyudsendte osmanniske love for nomadefolket, der levede i Østtyrkiet. Den ældste og dokumenterede kurdiske landsby er Yarasli Köyü, som blev underlagt i 1662, derimod blev de fleste kurdiske landsbyer først grundlagt i 1800-tallet grundet de nye regler for nomadefolket.

## Stammer
De største kurdiske stammer i Centralanatolien er Bazaini eller Shaikh Bazaini, Cudikan, Sefikan, Chelebi, Canbeg, Celikan, Xelikan, Mutikan, Hajibani, Barakati, Badeli, Ukhchizhemi, Reswan, Sherdi, Urukchi, Milan, Zirikan, Atmanikan, Terikan, Sewidi og Sipki. Tidligere var nogle af Canbeg af Yazidisk oprindelse og dyrkede Yazidisme.
Nogle af de største kurdiske stammer i Centralanatolien er bl.a. Canbeg-stammen, Şeyhbizin-stammen og Reşwan-stammeforbundet.
Canbeg-stammen kom oprindeligt fra Malatya, Elazig og Adıyaman. Med tiden slog de sig ned i Çorum, Çankırı, Amasya, Tokat, Yozgat, Ankara, Sivas og Konya. De kom i det 18. århundrede
Sexbizin-stammen oprindelige hjemland er i det nordlige Irak, mellem Kirkuk, Sulaymaniyah og Khanaqin. De taler en række sydkurdisk (Kurdî xwarig). I osmannisk tid migrerede en del af Sexbizinî til Anatolien og bosatte sig først i Palu (Elazığ) og Urfa, hvorfra de derefter migrerede i alle retninger. I modsætning til resten af de centralanatolske kurdere i dette område, tilhører flertallet af dem Shafi'i-skolen for sunni-islam.
Reswan-stammeforbundet kom oprindeligt fra området omkring Adıyaman (Semsûr) og Malatya (Meletî) og migrerede til Central Anatolien fra Gavurdağı, Halep Altı, Maraş Altı, Çukurova og Sivas-Uzunyayla. De fleste Reshwan-landsbyer i dette område blev etableret i det 19. århundrede på grund af Tanzimat-reformerne. Reformerne tvang oprindeligt nomadiske og semi-nomadiske stammer til at blive stillesiddende. Reswan understammerne er Sefikan, Celikan, Omeran, Nasiran, Xelikan, Molikan, Cudikan, Oxçîyan, Mihînan, Belikan og mange flere.
Terikan-stammen kom oprindeligt fra Diyarbakır og Siverek (Qerejdax) i Sanlıurfa. De kom i det 19. århundrede
Sewidi-stammen oprindelige hjemland er i Erzurum(Hınıs), Bingöl og Muş(Bulanık), hvorfra de med tiden flyttede til Aksaray og derfra til Cihanbeyli.
Sipki-stammen oprindelige hjemland er i Agri, hvorfra de flygtede i første verdenskrig til Cihanbeyli, Kulu og Haymana.
Macir familier er set som en stamme. Macir er kurdiske flygtninge fra Serhed området(Erzurum, Agri, Kars) og fra Van. De opbygget en stamme sammen.

## Sprog
De fleste centralanatolske kurdere taler en kurmanji-dialekt som bærer karakteristik af den vestkurdiske kurmanji-dialekt, som i dag tales i provinserne Adıyaman, Kahramanmaraş, Malatya og Şanlıurfa. Vest-kurmanji tales primært bl.a. kurdere der enten er alevitter eller sunnitter tilhørende hanefi-skolen. Kurmanji-kurderne som tilhører den sunnittiske shafi'i-skole taler hovedsageligt den dialekt der betegnes som øst-kurmanji.
Men herudover er der også (primært i Aksaray) zazaki-talende landsbyer.

## Kurdiske landsbyer i Konya
| Provins    | Tyrkiske navn       | Kurdiske navn   | Stammmenavn                                                  |
| ---------- | ------------------- | --------------- | ------------------------------------------------------------ |
| Kulu       |                     |                 |                                                              |
|            | Acıkuyu             | Bîrtalik        | Omeran, Bilikan, Macir                                       |
|            | Altılar             |                 | Omeran, Oxçîyan                                              |
|            | Arşıncı             | Garmik          | Xalîkan, Macir                                               |
|            | Beşkardeş           | Torino          | Omeran                                                       |
|            | Bozan               | Cudka           | Cudikan                                                      |
|            | Burunağıl           |                 | Sipki                                                        |
|            | Canımana            |                 | Şêxbizin                                                     |
|            | Celep               | Sêfka           | Sefkan                                                       |
|            | Yeşiltepe (Çöpler)  | Çopli           | Omeran                                                       |
|            | Güzelyayla          | Yayla Kute      | Sefkan                                                       |
|            | Hisar               | Hesar           | Celikan, Şêxbizin                                            |
|            | Karacadağ           | Xelîkan         | Xelîkan, Oxçîyan                                             |
|            | Karacadere          |                 | Şêxbizin                                                     |
|            | Dipdede             |                 | Şêxbizin                                                     |
|            | Kırkpınar           | Celîka          | Celîkan                                                      |
|            | Soğukkuyu           | Bire Sexo       | Şêxbizin                                                     |
|            | Şereflî (Bozyurt)   | Serdar          | Nasiran, Terikan                                             |
|            | Tavlıören           | Towlî           | Omeran, Oxçîyan                                              |
|            | Tavşançalı/Ömeranlı | Omera           | Omeran, Bilikan, Xelikan, Izoli, Zerikan, Oxçîyan, Şêxbizinî |
|            | Tuzyaka             | Cudikê Heramî   | Cûdikan                                                      |
|            | Yazıçayırı          | Mêhîna          | Mihînan, Oxçîyan                                             |
|            | Yeşilyurt           | Celîka          | Celîkan, Macir                                               |
|            | Zincirlikuyu        | Gundî Ome       | Sefikan, Badilan, Oxçîyan, Mifkan, Terikan, Çeqelan          |
| Cihanbeyli |                     | Canbeyli        |                                                              |
|            | Gölyazı             | Xelîkan         | Xelîkan, Oxçîyan                                             |
|            | Günyüzü             | Cutko           | Cudikan                                                      |
|            | Taşpınar            |                 | Xelikan, Macir, Der er også tyrkiske familier i landsbyen.   |
|            | Yapalı              | Qemera          | Xelîkan                                                      |
|            | Yeniceoba           | Incov           | Nasiran, Celikan                                             |
|            | Bulduk              | Gundê Bulduq    | Sêfkan, Macir                                                |
|            | Büyükbeşkavak       | Beskavaxa Mezin | Sêwidi, Terikan                                              |
|            | Çimen               |                 | Sêwidi, Badiki                                               |
|            | Çölyaylası          | Yayla Colle     | Sewidi, Macir                                                |
|            | Kandil              | Qendil          | Sewidi, Terikan                                              |
|            | Kelhasan            |                 | Canbeg, Terikan, Seyhdoda, Sefikan, Omeran                   |
|            | Kuşça               | Hacîlera        | Nasiran, Bilikan                                             |
|            | Küçükbeşkavak       | Beskavaxa Bicuk | Sewidi, Terikan                                              |
|            | Kütükuşağı          | Kutuga          | Celikan                                                      |
|            | Turanlar            | Yayle Toze      | Canbeg                                                       |
|            | Zaferiye            | Qayisoxli       | Canbeg, Terikan, Macir                                       |
|            | Kırkışla            |                 | Molikan                                                      |
|            | Sağlık              | Qolita          | Xalîkan                                                      |
| Yunak      |                     |                 | Canbeg                                                       |
|            | Böğrüdelik          | Gapan           | Canbeg, Seyhdoda                                             |
|            | Hacıfakılı          | Kamaran         | Canbeg                                                       |
|            | İmamoğlu            | Bodan           | Canbeg                                                       |
|            | Karayayla           |                 | Canbeg                                                       |
|            | Koçyazı             | Civikan         | Canbeg                                                       |
|            | Sarayköy            | Golan Ga        | Canbeg                                                       |
|            | Odabaşı             | Halisînan       | Canbeg                                                       |
|            | Hatırlı             | Gundê Xofê      | Canbeg                                                       |
|            | Ortakışla           |                 | Canbeg                                                       |
|            | Hacıömeroğlu        | Hacimaran       | Canbeg                                                       |
|            | Sülüklü             | Galikan         | Canbeg                                                       |
|            | Çayırbaşı           |                 | Canbeg                                                       |
|            | Sinanlı             | Sînan           | Canbeg                                                       |
|            | Meşelik             |                 | Canbeg                                                       |
|            | Kurtuşağı           | Kurdan          | Canbeg                                                       |
|            | Özyayla             |                 | Canbeg                                                       |
| Çeltîk     |                     |                 |                                                              |
|            | Kasören             | Rengan          | Canbeg                                                       |
|            | Adakasım            | Sorikan         | Canbeg                                                       |
|            | İsakuşağı           | Sagan           | Canbeg                                                       |
| Kadınhanı  |                     |                 |                                                              |
|            | Sarıkaya            |                 | Canbeg, Terikan, Reswan, Sewidi                              |

| Provins  | Tyrkiske navn | Kurdiske navn | Stammenavn |
| -------- | ------------- | ------------- | ---------- |
| Sarayonu |               |               |            |
|          | Kadioglu      |               | Canbeg     |
|          | Boyali        |               | Canbeg     |

## Kurdiske landsbyer i Kirşehir
| Provins  | Tyrkiske navn    | Kurdiske navn | Stammmenavn |
| -------- | ---------------- | ------------- | ----------- |
| Çîçekdax |                  |               |             |
|          | Çiçekdağı        | Çîçek         | Bereketli   |
|          | Yalnizağaç       | Zekera        | Şêxbilan    |
|          | Pöhrenk          | Gedar         | Şêxbilan    |
|          | Bahçepınar       | Torin         | Şêxbilan    |
|          | Çanakpınar       | Ramiko        |             |
|          | Mahmutlu         | Qişle         | Şêxbilan    |
|          | Baraklı          |               |             |
|          | Doğankaş         | Kunguş        |             |
|          | Şahinoğlu        |               |             |
|          | Konurkale        | Konir         | Oxçî        |
|          | Acıköy           | Şorik         | Oxçî        |
|          | Alahacılı        | Galikan       | Molikan     |
| Boztepe  |                  |               |             |
|          | Çamalak          |               | Xelîkan     |
|          | Çiğdeli          |               | Cudikan     |
|          | Üçkuyu           |               |             |
|          | Çevirme          |               | Xelîkan     |
|          | Uzunpınar        | Sora          | Nasiran     |
|          | Hüseyinli        |               | Sêfkan      |
|          | Öksüzkale        | Haladîn       |             |
|          | Harmanaltı       | Şayîplî       |             |
|          | Külhüyük         |               |             |
| Akçakent |                  |               |             |
|          | Avanoğlu         |               | Oxçî        |
| Navend   |                  |               |             |
|          | Göllü            |               | Mîfikan     |
|          | Seyrekköy        | Hurmik        | Mîfikan     |
|          | Yeşiloba         | Guri          | Mîfikan     |
|          | Körpınar         | Kanîya Kurik  | Mîfikan     |
|          | Taburoğlu        |               |             |
|          | Tasınburnu       | Mala Bene     | Mîfikan     |
| Qaman    |                  |               |             |
|          | Hacibayram       | Pisiyan       | Pisiyan     |
|          | Haciyusuf        | Deliyan       | Pisiyan     |
|          | Hirfanlar        |               | Pisiyan     |
|          | Ağapinar         | Axpinar       | Pisiyan     |
|          | Ikizdere         |               | Pisiyan     |
|          | Çadırlıkörmehmet |               | Mîfikan     |
|          | Kekilliali       |               |             |

## Religion
De fleste kurdere i Centralanatolien er sunni-muslimer der tilhører hanefi-skolen. Men der er også en del alevi-muslimer som primært lever i området mellem Çorum, Amasya, Yozgat og Tokat. Sexbizinerne tilhører Shafi-Skolerne i Sunni Islam.

## Kendte personer
- Özlem Cekic (Hacıömeroğlu/Konya); Politiker, foredragsholder, forfatter, tidligere medlem af Folketinget for Socialistisk Folkeparti (SF). Tilhører Canbeg stammen.[kilde mangler]
- Xecê Xan (Hatice Yaşar); Politiker, forfatter, grundlægger af den kurdiske modstandsorganisation Ala Rizgari (frihedsflaget), kvinderettighedsaktivist. Hun er fra Shexbizeni-stammen.
- Burhan G/Burhan Genç (Haymana/Ankara); Dansk R&B- og popsanger, sangskriver og producer. Han er fra Shexbizeni-stammen.
- Prof. Dr. Ömer Özkan (Haymana/Ankara); Den første læge som udførte dobbelt armtransplantation, livmodertransplantation og ansigtstransplantation.
- Mulla Ömer Kart (Yeniceoba/Konya) (1900-1970); Grundlægger og næstformand for det Republikanske Bondenationsparti.
- Vedat Yildirim; Solosanger i Kardes Türküler, et anatolisk folkemusik-ensemble,
- Ayşe Türkmenoğlu (Kelhasan/Konya); Parlamentsmedlem fra AKP.
- Atilla Kart (Yeniceoba/Konya); Parlamentsmedlem fra CHP.
- Prof. Dr. Toktamış Ateş (Yeniceoba/Konya); Akademiker, forfatter, politolog.
- Jülide Ateş (Yeniceoba/Konya); TV-vært og Miss Turkey i 1990. Toktamış Ateş's niece.
- Ömer Kart (Yeniceoba/Konya); Gammel basketballspiller for Galatasaray .
- Musa Kart (Yeniceoba/Konya); Karikaturtegner, søn af Ömer Kart.
- Levent Kanat (Bulduk/Konya); En af PKK-lederen Abdullah Öcalans advokater.
- Fehmi Demir (Yeniceoba/Konya); Formand og folketingsmedlem for KOMKAR(HAK_PAR)[kilde mangler]
- Bendeniz (Yeniceoba/Konya); Tyrkisk popsanger og sangskriver[18].
- Mervan Çelik (Tavşançalı/Konya); Midtbanespiller for fodboldklubben BK Häcken[19].
- Rezan Corlu (Kuşca/Konya); Midtbanespiller for fodboldklubben A.S. Roma[20].